# Gobernación de Hawalli
Hawalli es una de las provincias (gobernaciones) de Kuwait, situada en la costa norte del golfo Pérsico y al este de la capital Kuwait.
Pertenece al área metropolitana de la ciudad de Kuwait, la capital provincial es la ciudad homónima de Hawalli, esta es una de las ciudades más ricas, grandes y pobladas del país, en 1995 contaba con 82,238 habitantes. Ya cuenta con 491.428 habitantes.
- Datos: Q747432
- Multimedia: Hawalli Governorate / Q747432